# Ala-Too Naryn
Der FC Ala-Too Naryn ist ein Fußballverein aus Naryn im Osten Kirgisistans. Er spielte in der höchsten Liga Kirgisistans, der Top Liga. Er nahm an einer Saison (1992) an der Liga Teil und löste sich danach wieder auf. Im Jahr 2020 wurde er wiedergegründet. Sein Heimstadion ist das Gorodskoi Stadion mit einer Kapazität von 4000 Plätzen.

## Platzierungen in der Top Liga
| Saison | Platzierung   |
| ------ | ------------- |
| 1992   | 12. (Letzter) |
| 2012   | 6.            |
| 2016   | 5.            |